# DDR-Badmintonmeisterschaft 1973
Die DDR-Badmintonmeisterschaft 1973 fand vom 7. bis zum 8. April 1973 in Hoyerswerda statt. Es war die 13. Austragung der Titelkämpfe.

## Medaillengewinner
| Disziplin    | Gold                                                  | Silber                                                    | Bronze                                                                            |
| ------------ | ----------------------------------------------------- | --------------------------------------------------------- | --------------------------------------------------------------------------------- |
| Herreneinzel | Edgar Michalowski (Einheit Greifswald)                | Erfried Michalowsky (Einheit Greifswald)                  | Roland Riese (Fortschritt Tröbitz)                                                |
| Herreneinzel | Edgar Michalowski (Einheit Greifswald)                | Erfried Michalowsky (Einheit Greifswald)                  | Joachim Schimpke (Fortschritt Tröbitz)                                            |
| Dameneinzel  | Monika Thiere (Fortschritt Tröbitz)                   | Annemarie Richter (Fortschritt Tröbitz)                   | Christine Zierath (Einheit Greifswald)                                            |
| Dameneinzel  | Monika Thiere (Fortschritt Tröbitz)                   | Annemarie Richter (Fortschritt Tröbitz)                   | Angela Michalowski (Einheit Greifswald)                                           |
| Herrendoppel | Klaus Müller Edgar Michalowski (Einheit Greifswald)   | Volker Herbst Gerd Pigola (HSG DHfK Leipzig)              | Joachim Schimpke Roland Riese (Fortschritt Tröbitz)                               |
| Herrendoppel | Klaus Müller Edgar Michalowski (Einheit Greifswald)   | Volker Herbst Gerd Pigola (HSG DHfK Leipzig)              | Wolfgang Bartz Lothar Diehr (EBT Berlin)                                          |
| Damendoppel  | Monika Thiere Annemarie Richter (Fortschritt Tröbitz) | Christine Zierath Angela Michalowski (Einheit Greifswald) | Christel Sommer Beate Herbst (HSG DHfK Leipzig)                                   |
| Damendoppel  | Monika Thiere Annemarie Richter (Fortschritt Tröbitz) | Christine Zierath Angela Michalowski (Einheit Greifswald) | Angelika Seifert Gisela Kunath (Fortschritt Tröbitz / BSG Wismut Karl-Marx-Stadt) |
| Mixed        | Roland Riese Monika Thiere (Fortschritt Tröbitz)      | Edgar Michalowski Angela Michalowski (Einheit Greifswald) | Harald Richter Annemarie Richter (Fortschritt Tröbitz)                            |
| Mixed        | Roland Riese Monika Thiere (Fortschritt Tröbitz)      | Edgar Michalowski Angela Michalowski (Einheit Greifswald) | Erfried Michalowsky Christine Zierath (Einheit Greifswald)                        |